# Accordo Stati Uniti-Messico-Canada
L'Accordo Stati Uniti-Messico-Canada (USMCA) è un accordo firmato tra Canada, Messico e Stati Uniti d'America.
L'accordo è il risultato di una rinegoziazione del NAFTA da parte dei suoi Stati membri, che hanno concordato in modo informale i termini il 30 settembre 2018 e formalmente il 1º ottobre dello stesso anno. L'USMCA è stato proposto dal presidente degli Stati Uniti Donald Trump ed è stato firmato dal presidente Trump, dal presidente messicano Enrique Peña Nieto e dal primo ministro canadese Justin Trudeau il 30 novembre 2018 come evento secondario del vertice del G20 del 2018 a Buenos Aires. Dopo la firma, l'accordo è passato alle legislature di ogni nazione per la ratifica.
I negoziati si sono concentrati principalmente sulle esportazioni di auto, sulle tariffe dell'acciaio e dell'alluminio e sui mercati lattiero-caseario, delle uova e del pollame. Una disposizione impedisce a qualsiasi parte di approvare leggi che limitano il flusso transfrontaliero di dati. Rispetto al NAFTA, l'USMCA aumenta le normative ambientali e di lavoro e incentiva una maggiore produzione interna di auto e camion. L'accordo prevede anche protezioni aggiornate della proprietà intellettuale, offre agli Stati Uniti un maggiore accesso al mercato lattiero-caseario canadese, impone una quota per la produzione automobilistica canadese e messicana e aumenta il limite esente da dazio per i canadesi che acquistano merci statunitensi online da $20 a $150. L'elenco completo delle differenze tra l'USMCA e il NAFTA è elencato sul sito Web dell'USTR.

## Contesto e nomenclatura
L'accordo Stati Uniti-Messico-Canada si basa sull'accordo di libero scambio nordamericano (NAFTA), che è entrato in vigore originariamente il 1º gennaio 1994. Il presente accordo è il risultato di più di un anno di negoziati, compresi i possibili dazi degli Stati Uniti Stati contro il Canada oltre alla possibilità di accordi bilaterali separati.
Durante le elezioni presidenziali statunitensi del 2016, la campagna di Donald Trump includeva la promessa di rinegoziare il NAFTA o di annullarlo in caso di fallimento delle rinegoziazioni. All'elezione, il presidente Trump ha proceduto ad apportare una serie di modifiche che incidono sulle relazioni commerciali con altri paesi: ritirarsi dall'accordo di Parigi, smettere di far parte dei negoziati per il partenariato trans-pacifico e aumentare in modo significativo le tariffe con la Cina. Gran parte del dibattito sulle virtù e i difetti dell'USMCA è simile a quello che circonda tutti gli accordi di libero scambio (ALS), ad esempio la natura degli ALS come beni pubblici, potenziali violazioni della sovranità nazionale e il ruolo delle imprese, del lavoro, interessi ambientali e dei consumatori nel definire la lingua degli accordi commerciali.
L'accordo fa riferimento in modo diverso da ciascun firmatario: negli Stati Uniti si chiama Accordo Stati Uniti - Messico - Canada (USMCA); in Canada, è ufficialmente noto come Accordo Canada - Stati Uniti - Messico (CUSMA) in inglese e Accord Canada – États-Unis - Mexique (ACEUM) in francese;  in Messico, si chiama il Tratado entre México, Estados Unidos y Canadá (T-MEC). L'accordo è talvolta denominato "Nuovo NAFTA" in riferimento al precedente accordo trilaterale che dovrebbe sostituire, l'accordo di libero scambio nordamericano (NAFTA).

## Negoziati
Il processo di negoziazione formale è iniziato il 18 maggio 2017, quando il rappresentante commerciale degli Stati Uniti (USTR), Robert Lighthizer, ha informato il Congresso che intendeva rinegoziare la NAFTA a partire da 90 giorni. In conformità con lo statuto dell'Autorità per la promozione commerciale, l'USTR ha pubblicato il suo documento sugli obiettivi chiave di negoziazione il 7 luglio 2017. I negoziati sono iniziati il 16 agosto 2017 e sono proseguiti con otto cicli formali di colloqui fino all'8 aprile 2018. In mancanza di una risoluzione, afferma Lighthizer il 2 maggio 2018, che se non fosse stato raggiunto un accordo entro la fine del mese, i negoziati sarebbero stati interrotti fino al 2019. Questa dichiarazione è stata motivata dal cambio di governo in corso in Messico, in cui l'allora presidente entrante, Andres Manuel Lopez Obrador, in disaccordo con gran parte della lingua negoziata e potrebbe non essere disposto a firmare l'accordo.
Separatamente, l'11 maggio 2018, il presidente della Camera Paul Ryan ha fissato il 17 maggio come termine per l'azione del Congresso. Questa scadenza è stata ignorata e l'accordo con il Messico non è stato raggiunto fino al 27 agosto 2018. Al momento il Canada non aveva accettato l'accordo presentato. Poiché il presidente uscente del Messico, Enrique Peña Nieto, ha lasciato l'incarico il 1º dicembre 2018 e sono necessari 60 giorni come periodo di revisione, il termine ultimo per fornire il testo concordato era la fine del 30 settembre 2018. È stato raggiunto esattamente il 30 settembre; i negoziatori hanno lavorato 24 ore su 24 e hanno completato l'accordo meno di un'ora prima di mezzanotte di quella data su una bozza di testo. Il giorno successivo, il 1º ottobre 2018, il testo USMCA è stato pubblicato come documento concordato.
Il testo concordato dell'accordo è stato firmato dai leader di tutti e tre i paesi il 30 novembre 2018 come evento secondario al vertice del G20 del 2018 a Buenos Aires, in Argentina. Le versioni inglese, spagnola e francese saranno ugualmente autentiche e l'accordo entrerà in vigore dopo la ratifica da tutti e tre gli stati attraverso l'approvazione della legislazione abilitante.
È stato rivelato in un libro di memorie pubblicato da Stephen A. Schwarzman, CEO e fondatore dello specialista americano della LBO The Blackstone Group, che aveva incitato Justin Trudeau a concedere il mercato lattiero-caseario protetto nei negoziati USMCA. Secondo Schwarzman, Trudeau temeva che una recessione avrebbe avuto un impatto sulle prospettive del suo governo durante le elezioni federali canadesi del 2019. L'esecutivo, che era stato accolto dal presidente Trump, è stato invitato nel gennaio 2017 a rivolgersi al gabinetto liberale in un ritiro di Calgary quando il gabinetto non sarebbe stato protetto dai suoi funzionari dell'ufficio del consiglio privato. Quindi, quando i negoziati sono giunti al termine, il 1 ° ottobre 2018, in una riunione dell'ultimo minuto dietro le quinte alle Nazioni Unite a New York, Trudeau ha sacrificato l'industria lattiero-casearia al fine di salvare l'industria dei media e l'esenzione automobilistica. Chrystia Freeland, ministro degli affari esteri di Trinity-Spadina, che guida nel centro di Toronto, i cui componenti includono molti membri del personale della CBC e The Globe and Mail e la Toronto Star e il Toronto Sun, mappano la "cultura canadese" direttamente sull'industria dei media. Robert Fife in un articolo sul ciclo elettorale non riuscì a ottenere alcun commento da parte del partito liberale.
Fox News ha riferito il 9 dicembre 2019 che i negoziatori dei tre paesi hanno raggiunto un accordo sull'applicazione, aprendo la strada a un accordo finale entro 24 ore e la ratifica da parte di tutte e tre le parti entro la fine dell'anno. Il Messico ha accettato di applicare un salario minimo di $ 16 USD all'ora per i lavoratori automobilistici messicani da parte di terzi "neutrali". Il Messico, che importa tutto il suo alluminio, ha anche espresso opposizione alle disposizioni relative al contenuto americano di acciaio e alluminio nei componenti automobilistici.

## Disposizioni
Le disposizioni dell'accordo riguardano una vasta gamma, tra cui prodotti agricoli, senzatetto, manufatti, condizioni di lavoro, commercio digitale, tra gli altri. Alcuni degli aspetti più importanti dell'accordo includono l'accesso ai produttori lattiero-caseari statunitensi un maggiore accesso al mercato canadese, linee guida per avere una percentuale maggiore di automobili prodotte tra le tre nazioni anziché importate da altrove e mantenimento del sistema di risoluzione delle controversie simile a quello incluso in NAFTA.

### Prodotti lattiero-caseari
Le disposizioni sui prodotti lattiero-caseari offrono agli Stati Uniti un accesso esente da dazi al 3,6%. Il Canada ha accettato di rimuovere le disposizioni in materia di prezzi di Classe 7 su alcuni prodotti lattiero-caseari, mentre il sistema di gestione degli approvvigionamenti domestici del Canada rimane in vigore. Il Canada ha convenuto di aumentare il limite esente dai dazi sugli acquisti dagli Stati Uniti a $ 150 dal precedente livello di $ 20, consentendo ai consumatori canadesi di avere un maggiore accesso esente da dazi al mercato statunitense.

### Vetture
I requisiti delle norme sull'origine delle automobili (ROO) impongono che una determinata parte del valore di un'automobile debba provenire dalla regione governata. In NAFTA, la porzione richiesta era del 62,5%. L'USMCA aumenta questo requisito di 12,5 punti percentuali, al 75% del valore dell'automobile. La proposta iniziale dell'amministrazione Trump era un aumento all'85% e un'ulteriore clausola secondo cui il 50 percento del contenuto automobilistico sarebbe stato prodotto dai produttori di auto degli Stati Uniti. Sebbene il testo dell'accordo non includesse la versione più impegnativa di questa disposizione, si teme che l'accresciuto approvvigionamento interno, volto a promuovere l'occupazione negli Stati Uniti, comporterà costi di input più elevati e interruzioni delle catene di approvvigionamento esistenti.

### De minimis
Per facilitare un maggiore commercio transfrontaliero, gli Stati Uniti hanno raggiunto un accordo con il Messico e il Canada per aumentare i loro livelli di valore di spedizione de minimis. Il Canada aumenterà il suo livello de minimis per la prima volta in decenni, da $ 20 a $ 40 per tasse. Il Canada fornirà anche spedizioni duty-free fino a $ 150. Il Messico continuerà a fornire USD de minimis $ 50 esentasse e anche spedizioni esenti da dazio fino al livello equivalente di $ 117 USD. I valori delle spedizioni fino a questi livelli entrerebbero con procedure di ingresso formali minime, rendendo più facile per un numero maggiore di imprese, in particolare di piccole e medie dimensioni, far parte del commercio transfrontaliero. Il Canada consentirà inoltre un periodo di 90 giorni dopo l'ingresso per l'importatore di effettuare il pagamento delle tasse.

### Lavoro
L'allegato 23-A dell'USMCA impone al Messico di approvare una legislazione che migliora le capacità di contrattazione collettiva dei sindacati. Gli standard specifici che il Messico deve rispettare sono dettagliati nella Convenzione 98 dell'Organizzazione internazionale del lavoro sulla libertà di associazione e contrattazione collettiva. L'amministrazione del presidente del Messico, Andrés Manuel López Obrador, ha introdotto la legislazione alla fine del 2018 che persegue il rispetto di questi standard internazionali.
Altre misure relative al lavoro includono un requisito salariale minimo nell'industria automobilistica. In particolare, dal 40 al 45 percento delle automobili prodotte in Nord America deve essere fabbricato in una fabbrica che paga un minimo di $ 16 l'ora. Questa misura verrà gradualmente introdotta nei primi cinque anni dopo la ratifica dell'USMCA.

### Proprietà intellettuale
L'USMCA prolungherà la durata del copyright in Canada fino a 70 anni e 75 anni per le registrazioni audio. Questa estensione rispecchia la stessa politica di PI acquisita nel testo del Partenariato Trans-Pacifico, paragrafo 18.63. Inoltre, le aziende biotecnologiche avrebbero un periodo di esclusività di almeno 10 anni per i prodotti chimici agricoli (il doppio degli attuali 5) e il periodo dei progetti industriali "salterebbe" dagli attuali 10 a 15 anni. Rispetto al NAFTA, USMCA dovrebbe:
- richiedere sanzioni penali e civili sia per il furto del servizio satellitare che via cavo
- richiedere procedure e sanzioni più importanti per la registrazione di film protetti da copyright nelle sale cinematografiche
- richiedere che le autorità doganali d'ufficio fermino le merci contraffatte.[32]

### Eliminazione degli Uffici Esteri e presenza locale
Una clausola dell'USMCA eliminerebbe la necessità per le aziende di stabilire sedi in qualsiasi altro paese USMCA. Incoraggerà le attività transfrontaliere escludendo le società statunitensi dalla necessità di delocalizzare, aprire un quartier generale canadese o messicano. Ad esempio, il McDonald's Canada o Apple Canada cesserebbero entrambi di esistere e le entità sopravvissute sarebbero un McDonald's o una Apple nordamericana.

### Meccanismi di risoluzione delle controversie
Esistono tre meccanismi principali di risoluzione delle controversie contenuti nel NAFTA. Il capitolo 20 tratta del meccanismo di risoluzione tra i paesi. È spesso considerato il meno controverso dei tre meccanismi ed è stato ripreso dalla sua forma originale contenuto nel NAFTA. Tali casi comporterebbero denunce tra gli Stati membri dell'USMCA in merito alla violazione di una clausola dell'accordo. Le controversie del capitolo 19 gestiscono le giustificazioni dei dazi anti-dumping o compensativi. Senza il capitolo 19, il ricorso legale per la gestione di tali politiche avverrebbe attraverso il sistema giuridico interno. Il capitolo 19 specifica che un panel dell'USMCA sentirà il caso e fungerà da tribunale del commercio internazionale nell'arbitrato della controversia. L'amministrazione Trump ha tentato di rimuovere il capitolo 19 dal nuovo testo USMCA, anche se finora ha resistito all'accordo. Il capitolo 11 è il terzo meccanismo, noto come Risoluzione delle controversie investitore-stato, in cui le società multinazionali sono abilitate a citare in giudizio i governi partecipanti per presunte politiche discriminatorie. Il capitolo 11 è generalmente considerato il più controverso dei meccanismi di risoluzione.

### Accordo "Beyond The Border"
Oltre a basarsi sull'attuale NAFTA fuso con elementi del Partenariato Trans-Pacifico, il nuovo USMCA approvato dal Congresso degli Stati Uniti incorpora anche elementi dell'accordo "Beyond the Border" firmato dal Primo Ministro Stephen Harper e dall'ex Presidente Barack Obama.

### Clausola del tramonto
Inoltre, esiste una clausola secondo cui l'accordo stesso deve essere rivisto dalle tre nazioni ogni sei anni, con una clausola di tramonto di 16 anni. L'accordo può essere prorogato per ulteriori termini di 16 anni durante le revisioni di sei anni. L'introduzione della clausola del tramonto conferisce maggiore controllo nel plasmare il futuro dell'USMCA nelle mani dei governi nazionali. Tuttavia, si teme che ciò possa creare una maggiore incertezza. Settori come quello automobilistico richiedono investimenti significativi nelle catene di approvvigionamento transfrontaliere. Dato il predominio del mercato al consumo degli Stati Uniti, ciò probabilmente spingerà le imprese a localizzare più produzione negli Stati Uniti, con una maggiore probabilità di maggiori costi di produzione per tali veicoli.

### Moneta
Una nuova aggiunta in USMCA è l'inclusione del capitolo 33 che tratta le politiche macroeconomiche e le questioni relative ai tassi di cambio. Ciò è considerato significativo perché potrebbe costituire un precedente per futuri accordi commerciali. Il capitolo 33 stabilisce i requisiti di trasparenza valutaria e macroeconomica che, se violati, costituirebbero motivi per un ricorso per controversia previsto dal capitolo 20. Gli Stati Uniti, il Canada e il Messico sono attualmente tutti conformi a questi requisiti di trasparenza in aggiunta ai requisiti di politica sostanziale che si allineano agli articoli dell'accordo sul Fondo monetario internazionale.

### Clausola 32.10
L'USMCA inciderà sul modo in cui i paesi membri negoziano futuri accordi di libero scambio. L'articolo 32.10 impone ai paesi dell'USMCA di avvisare i membri dell'USMCA con tre mesi di anticipo se intendono avviare negoziati di libero scambio con economie non di mercato. L'articolo 32.10 consente ai paesi dell'USMCA di riesaminare eventuali nuovi accordi di libero scambio che i membri accettano di portare avanti. L'articolo 32.10 è ampiamente ipotizzato per prendere di mira la Cina. In effetti, un alto funzionario della Casa Bianca ha dichiarato in relazione all'accordo USMCA che: "Siamo stati molto preoccupati per gli sforzi della Cina di minare sostanzialmente la posizione degli Stati Uniti stipulando accordi con altri".

### Contro la manipolazione del tasso di cambio
I paesi dell'USMCA devono attenersi agli standard del FMI volti a prevenire la manipolazione dei tassi di cambio. L'accordo prevede la divulgazione al pubblico degli interventi sul mercato. L'FMI può essere convocato per agire come arbitro se le parti contestano.

### Contro le imprese statali
Alle imprese statali, che sono favorite dalla Cina come leve per esercitare il proprio dominio, viene in qualche modo impedito di ricevere sussidi ingiusti rispetto alle imprese private.

## Status (firme e ratifiche)

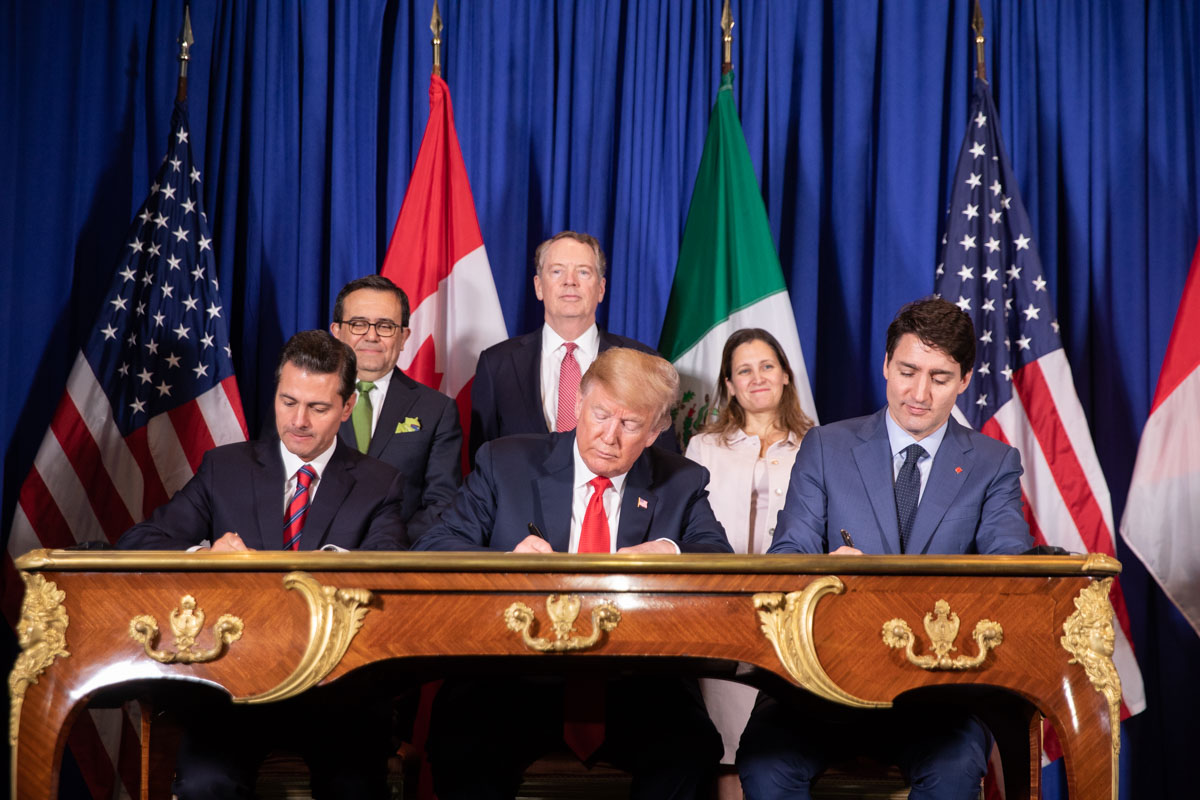
Enrique Peña Nieto, Donald Trump e Justin Trudeau a Buenos Aires il 30 novembre 2018

Il presidente messicano uscente Enrique Peña Nieto, il presidente degli Stati Uniti Donald Trump e il primo ministro canadese Justin Trudeau firmano l'accordo durante il vertice del G20 a Buenos Aires, in Argentina, il 30 novembre 2018.
Ogni paese deve seguire le proprie procedure interne prima che l'accordo possa essere ratificato e quindi avere effetto. Il vice primo ministro canadese Chrystia Freeland, il rappresentante commerciale statunitense Robert Lightizer e il sottosegretario messicano per il Nord America Jesus Seade hanno formalmente firmato un accordo rivisto il 10 dicembre 2019. Le controversie sui diritti dei lavoratori, acciaio e alluminio avevano bloccato la ratifica di una versione precedente.

### Stati Uniti
Le procedure interne per la ratifica dell'accordo negli Stati Uniti sono regolate dalla legislazione dell'Autorità per la promozione del commercio.
Le crescenti obiezioni negli Stati membri sulla politica commerciale degli Stati Uniti e vari aspetti dell'USMCA hanno influenzato il processo di firma e ratifica. Il Messico ha dichiarato che non avrebbe firmato l'USMCA se fossero rimaste tariffe in acciaio e alluminio. Ci sono state speculazioni dopo i risultati delle elezioni di metà mandato degli Stati Uniti del 6 novembre 2018, secondo cui l'accresciuto potere dei democratici nella Camera dei Rappresentanti potrebbe interferire con l'approvazione dell'accordo USMCA. Il democratico Bill Pascrell ha sostenuto modifiche all'USMCA per consentirgli di approvare al Congresso. I repubblicani si sono opposti alle disposizioni USMCA che richiedono diritti di lavoro per LGBTQ e lavoratrici gestanti. Quaranta repubblicani congressuali hanno esortato Trump a non firmare un accordo che contenesse "l'inclusione senza precedenti di orientamento sessuale e linguaggio dell'identità di genere". Di conseguenza Trump alla fine firmò una versione rivista che impegnava ogni nazione solo a "politiche che considera appropriate per proteggere i lavoratori contro la discriminazione sul lavoro" e chiarì che gli Stati Uniti non sarebbero stati tenuti ad introdurre ulteriori leggi di non discriminazione. Il governo canadese ha espresso preoccupazione per i cambiamenti in evoluzione nell'ambito dell'accordo USMCA.
Il 2 dicembre 2018, Trump ha annunciato che avrebbe iniziato il processo di 6 mesi per ritirarsi dal NAFTA, aggiungendo che il Congresso doveva o ratificare l'USMCA oppure ripristinare le regole commerciali pre-NAFTA. Gli accademici discutono se il presidente possa ritirarsi unilateralmente dal patto senza l'approvazione del Congresso.
Il 1º marzo 2019, numerose organizzazioni che rappresentano il settore agricolo negli Stati Uniti hanno annunciato il loro sostegno all'USMCA e hanno invitato il Congresso a ratificare l'accordo. Hanno anche sollecitato l'amministrazione Trump a continuare a sostenere il NAFTA fino alla ratifica del nuovo accordo commerciale. Tuttavia, il 4 marzo, il presidente di House Ways and Means, Richard Neal, ha predetto un percorso "molto difficile" attraverso il Congresso per l'accordo. A partire dal 7 marzo, alti funzionari della Casa Bianca si sono incontrati con i membri di House Ways and Means, nonché con moderati consigli di entrambe le parti, come il Problem Solvers Caucus, il Tuesday Group e la Blue Dog Coalition nei loro sforzi per ottenere supporto per la ratifica. L'amministrazione Trump ha minacciato di ritirarsi dal NAFTA mentre proseguivano i negoziati con il Congresso.
Il 30 maggio, il rappresentante commerciale degli Stati Uniti Robert E. Lighthizer ha presentato al Congresso un progetto di dichiarazione sulle misure amministrative relative all'attuazione dell'accordo USA-Messico-Canada (USMCA e il nuovo NAFTA) in conformità con la Presidential Trade Promotion Authority Law 2015 (TPA). Il progetto consentirà di presentare al Congresso la legislazione di attuazione dell'USMCA dopo 30 giorni, il 29 giugno o successivamente. In una lettera inviata a Nancy Pelosi, presidente della Camera dei rappresentanti, e Kevin McCarthy, leader delle minoranze della Camera, repubblicano, Lighthizer ha affermato che l'USMCA è il gold standard nella politica commerciale degli Stati Uniti, modernizzando le disposizioni sul commercio digitale competitivo negli Stati Uniti, la proprietà intellettuale e i servizi e creando condizioni di parità per le società, i lavoratori e gli agricoltori statunitensi, un accordo che rappresenta un fondamentale riequilibrio delle relazioni commerciali tra Messico e Canada.
Con il progetto di dichiarazione sulle misure amministrative presentato, la relatrice Pelosi ha rilasciato una dichiarazione secondo cui il rappresentante commerciale degli Stati Uniti Lighthizer dovrebbe confermare che il progetto di formulazione dell'USMCA andrebbe a beneficio dei lavoratori e degli agricoltori statunitensi e che, sebbene concordasse sulla necessità di rivedere il NAFTA, era necessaria un'applicazione più rigorosa delle norme in materia di tutela del lavoro e dell'ambiente.
Il presidente degli Stati Uniti Donald Trump ha avvertito il 25 settembre che un'indagine di impeachment contro di lui potrebbe far deragliare l'approvazione congressuale dell'USMCA, trascinando giù il peso e il mercato azionario del Messico mentre gli investitori fuggivano da attività più rischiose.
La Camera dei rappresentanti degli Stati Uniti avrebbe proceduto comunque con i lavori sull'USMCA, ha affermato il presidente della Camera degli Stati Uniti Nancy Pelosi il 26 settembre.
Il 29 ottobre 2019, Bloomberg News riferì che l'amministrazione Trump aveva pianificato di includere nella legislazione che approvava il patto una disposizione che avrebbe consentito all'USTR di controllare direttamente come e dove le automobili e le parti sono prodotte dalle case automobilistiche globali.
Il 19 dicembre 2019, la Camera dei rappresentanti degli Stati Uniti ha approvato l'USMCA con il sostegno bipartisan con un voto di 385 (Democratici 193, Repubblicani 192) a 41 (Democratici 38, Repubblicani 2, Indipendenti 1). Il 16 gennaio 2020, il Senato degli Stati Uniti ha approvato l'accordo commerciale con un voto di 89 (Democratici 38, Repubblicani 51) a 10 (Democratici 8, Repubblicani 1, Indipendenti 1) e il disegno di legge è stato trasmesso alla Casa Bianca per la firma del presidente Trump. Il 29 gennaio 2020, il presidente Trump ha firmato l'accordo in legge (legge pubblica n. 116-113). Annulla ufficialmente la NAFTA ma non l'accordo di libero scambio tra Canada e Stati Uniti del 1989, che è solo "sospeso", quindi nel caso in cui le parti non riescano a prorogarlo o rinnovarlo in 6 anni, l'accordo di libero scambio diventerebbe la legge.

### Messico
Il 19 giugno 2019 il Senato del Messico ha ratificato l'accordo (114 sì, 3 no, 3 astensioni). La procedura di ratifica del Messico sarà completata quando il Presidente annuncerà la ratifica nel registro federale. Il 12 dicembre 2019, il Senato del Messico ha approvato il trattato rivisto con un voto di 107–1.

### Canada
Il 29 maggio 2019, il Primo Ministro Trudeau ha presentato una proposta di legge USMCA alla Camera dei Comuni. Il 20 giugno passò la seconda lettura della Camera dei Comuni e fu deferito al Comitato permanente per il commercio internazionale.
Il governatore generale del Canada, Julie Payette, ha dichiarato lo scioglimento del 42° parlamento canadese l'11 settembre 2019 e ha formalmente rilasciato le dichiarazioni elettorali per le elezioni federali canadesi del 2019. Tutta la legislazione in sospeso viene eliminata in caso di scioglimento del Parlamento, il che significa che la proposta di legge dell'USMCA dovrà essere reintrodotta nel 43° Parlamento canadese, iniziato il 5 dicembre 2019.
Il 29 gennaio 2020, il Vice Primo Ministro e Ministro degli affari intergovernativi, l'ultima Chrystia Freeland, ha presentato alla Camera dei Comuni un disegno di legge USMCA. Il 6 febbraio passò la seconda lettura della Camera dei Comuni e fu deferito al Comitato permanente per il commercio internazionale.